# Vojvoda od Rothesayja
Vojvoda od Rothesayja (engl. Duke of Rothesay) bio je naslov prijestolonasljednika Kraljevine Škotske prije 1707., odnosno Kraljevine Velike Britanije od 1707. do 1801. i danas Ujedinjene Kraljevine Velike Britanije i Sjeverne Irske.
Ovaj je naslov mandatiran prijestolonasljedniku na uporabu kada se nalazi u Škotskoj umjesto preferiranih engleskih naslova vojvode od Cornwalla (koja također pripada najstarijem živućem monarhovu sinu kada i samo kada je on također po pravu i prijestolonasljednik) i princa od Walesa (tradicionalno dodijeljen prijestolonasljedniku).
Vojvoda od Rothesayja također nosi druge škotske naslove uključujući onu grofa od Carricka, baruna Renfrewa, Gospodara Otokâ i princa i velikog namjesnika Škotske.
Naslov je nazvan prema Rothesayju na otoku Buteu u Argyllu i Buteu, ali za razliku od vojvodine Cornwalla nije pridružena nijednom legalnom entitetu ili vlasništvu nad zemljom.